# Ángela Acuña Braun
Ángela Acuña Braun (Cartago, 2 d'octubre de 1888 - San José, 10 d'octubre de 1983) fou una advocada de Costa Rica, primera advocada a l'Amèrica Central. Escriptora, feminista i sufragista, va treballar molts anys a favor del vot i els drets de les dones, i per la revisió dels codis civils per a la protecció infantil, i liderà el moviment feminista al seu país.
Va ser la delegada del seu país a la Comissió Interamericana de Dones durant tretze anys, va fundar la Nueva Liga Feminista i la divisió d'aquest país de la Unió de Dones Americanes. Es va especialitzar en Dret internacional dels drets humans i en protecció de dones i nens. Va dur a terme molts estudis sobre la llei i les seves implicacions per a les dones i les persones joves. Fou delegada a la Comissió Interamericana de Drets Humans durant dotze anys. Encara que la majoria dels seus escrits van ser sobre assumptes legals, va treballar durant dues dècades en una enciclopèdia sobre dones costa-riquenyes.

## Formació
Ángela Acuña Braun va néixer el 2 d'octubre de 1888 a Cartago, Costa Rica. Va cursar els estudis primaris a l'Escola Superior de Nenes Nº 2, actual Escola Julia Lang, i els secundaris al Colegio Superior de Señoritas entre 1901 i 1905. El 1906 va viatar a Europa, i estudià quatre anys en escoles de França i Anglaterra, on va conèixer el moviment sufragista d'Europa. Tornà a Costa Rica el 1912, amb el propòsit de continuar amb la seva educació, però li fou negat l'ingrés a la universitat.
Aquest any, va ingressar al Liceu de Costa Rica, sent l'única estudiant dona, ja que el Col·legi Superior de Senyoretes no emetia el títol de Batxiller en Humanitats, necessari per ingressar a la universitat. Va començar a publicar articles a revistes i diaris, de vegades fent servir un pseudònim, advocant a favor de la igualtat per a les dones. Després d'un any d'estudis, se li va permetre ingressar, el 1913, a l'Escola de Dret i tres anys més tard s'hi graduava amb honors.

## Activitat política i professional
El 1913 va ingressar com a estudiant a l'Escola de Dret –la primera dona costa-riquenya a fer-ho–, on va començar a treballar en defensa de la igualtat jurídica de la dona i en contra dels perjudicis imperants. Encara mentre estudiava va fundar la revista El Fígaro i ja el 1916, va presentar al Congrés Constitucional la primera petició: un estudi sobre la legislació civil, i aconseguia que es corregís l'article 12 de la Llei Orgànica dels Tribunals, perquè les dones poguessin exercir el notariat.
Al 1919 Acuña es va convertir en la primera dona a treballar per al Ministeri d'Educació de Costa Rica. Mentre continuava escrivint va dirigir una manifestació contra l'administració del dictador Federico Alberto Tinoco Granados per violacions dels drets laborals. Algunes de les professores que es van unir a la vaga, s'unirien més tard al moviment sufragista, entre les quals Matilde Carranza, Ana Rosa Chacón, Lilia González González, Carmen Lyra, Victoria Madrigal, Vitalia Madrigal, Esther De Mezerville, Maria Ortiz, Teodora Ortiz, Èster Silva i Andrea Venegas. El 1923, la feminista mexicana Elena Arizmendi Mejia, que vivia a Nova York i publicava la revista Feminismo Internacional, va invitar les dones del món sencer per crear filials de la Lliga Internacional de Dones Ibèriques i Hispanoamericanes i Acuña i el conjunt de dones implicades en el moviment van fundar el 1923 la Lliga Feminista de Costa Rica (LFC), primera organització feminista al seu país.
El 1924 va iniciar una campanya perquè les mestres rebessin pagament idèntic que els mestres, sense distinció de gènere, i també els conserges escolars. L'any 1925 es va convertir en la primera dona advocada a Costa Rica i a Amèrica Central. La seva tesi «Los derechos del niño en el Derecho Moderno» va propiciar modificacions en el Codi Civil en matèria d'infància. El 1926 va impulsar reformes de la Llei Orgànica de Notariat per tal que les dones –excloses fins aleshores– poguessin exercicir la professió i el 1941 pel dret de les dones a exercir com a jutges i alcaldesses.
Va escriure en diversos mitjans, com els diaris El noticiero i La información i les revistes El imparcial i La nueva democràcia (Nova York). A més de fundar la primera revista femenina, El Fígaro, als anys 40 va fundar el primer diari, Mujer y hogar. Des d'aquests mitjans va difondre les seves idees feministes.
L'any 1957, Acuña va ser nomenada com a ambaixadora de Costa Rica davant l'Organització dels Estats Americans i va ser nomenada "Dona d'Amèrica". Entre 1960 i 1972, va ser delegada de Costa Rica en la Comissió Interamericana de Drets Humans (CIDH). El 28 de setembre de 1982 va rebre el premi "Benemèrita de la Pàtria" (un premi per serveis meritoris a la pàtria) de Costa Rica.

## Premi Ángela Acuña Braun
L'11 de novembre de 1983 es va crear el "Premio Nacional por la Igualdad y equidad de género Ángela Acuña Braun" atorgat per l'Insititut Nacional de la Dona, per a informacions transmeses en mitjans radiofònics i televisius de cobertura nacional. L'objecte d'aquest premi és distingir aquelles persones que hagin realitzat una recerca periodística o social i treballin en mitjans de comunicació col·lectiva, en instituts de recerca, en entitats públiques o privades o de forma independent, que fomenten una imatge de les dones lliure d'estereotips i conceptes sexistes. A més a més es busca que la recerca realitzada contribueixi a suprimir la discriminació i la violència contra les dones, així com a promoure el respecte i fomentar la igualtat d'oportunitats i drets entre els gèneres.

Al 2013, el premi va ser sotmès a una revisió i es va generar un canvi. L'aleshores Presidenta de la República, Laura Chinchilla,el Ministre de Cultura i Joventut i, la Ministra de la Condició de la Dona, mitjançant la creació del Decret Executiu 37948-C-CM, van consolidar aquest premi nacional amb el propòsit d'atorgar distinció: 
| « | ...a les persones autores que realitzen recerca periodística o social i traballin en mitjans de comunicació col·lectiva, en instituts de recerca, en entitats públiques o privades o de forma independent, que fomentin a través de les seves recerques una imatge de les dones lliure de patrons estereotipats, de conductes i pràctiques socials i culturals basades en conceptes sexistes d'inferioritat o subordinació, que contribueixin a suprimir la discriminació i la violència contra les dones en totes les seves formes, així com promoure el respecte a la seva dignitat i fomentin la igualtat d'oportunitats i drets entre els gèneres. (Artículo 1, Decreto Ejecutivo Nº37948-C-C | » |

## Obres seleccionades
- "Hacia el matrimonio" Raza (Medellin) Vol. 8, n. 48, p. 65 (1950) (en castellà)
- Edad Mínima para Contraer matrimonio Washington, DC: Unión Panamericana, (1951) (en castellà)
- Los Derechos humanos al Alcance de los Niños Washington, DC: Unión Panamericana, (1962) (en castellà)
- Human rights at the level of school children Washington, DC: Unión Panamericana, (1962) (en anglès)
- El derecho a la vida Washington, DC: Unión Panamericana, (1966) (en castellà)
- La mujer costarricense a través de cuatro siglos San José, Costa Rica: Impr. Nacional, (1969-1970) (en castellà)